# Sinjeur Stekkepoot
Sinjeur Stekkepoot is een kort stripverhaal uit de reeks van Suske en Wiske. Het is geschreven door Peter Van Gucht en getekend door Luc Morjaeu. Het verhaal werd gepubliceerd in Tros Kompas van 5 augustus 2006 tot en met 6 januari 2007.

## Locaties
Dit verhaal speelt zich af op de volgende locaties:
- België, het Land van Kans.

## Personages
In dit verhaal komen de volgende personages voor:
- Suske, Wiske met Schanulleke, tante Sidonia, Lambik, Jerom, meester Stekkepoot, kat, geluksvogel, nachtmerrie, ijskonijn, klaverboer.

## Het verhaal

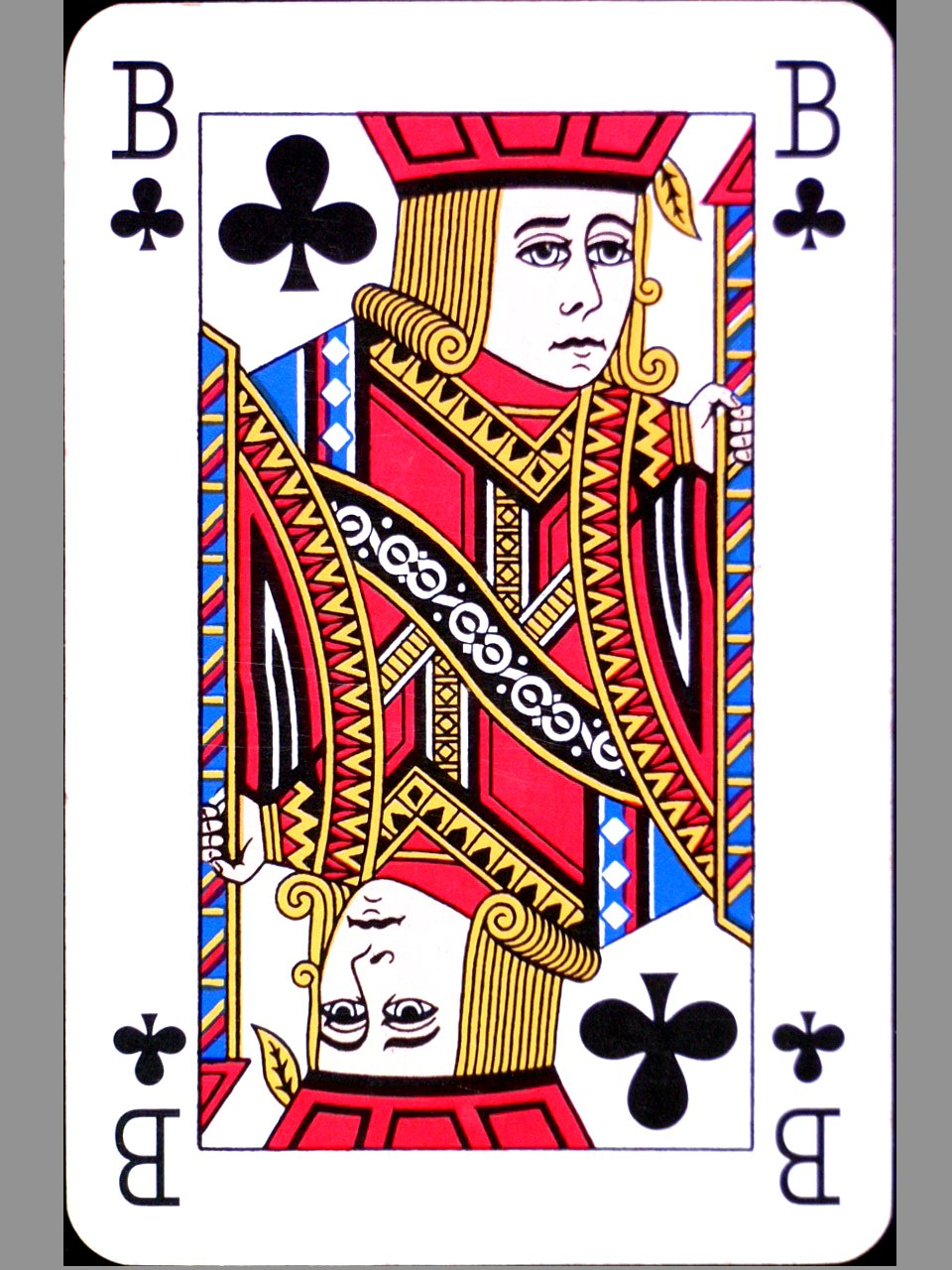
Klaverboer

Als Suske, Wiske en tante Sidonia eindejaarsinkopen doen, krijgt tante Sidonia een spiegel van de toekomst te zien. Ze wil de getoonde toekomst niet en hoort dat ze deze toekomst kan veranderen door een hoefijzer van de nachtmerrie, de staart van het ijskonijn en het klavertjevier van de klaverboer aan meester Stekkepoot te geven. De vrienden krijgen een gelukszak en reizen via een pashokje naar het Land van Kans en zien een geluksvogel. Een kat biedt aan de vrienden te helpen in deze wereld waar symbolen van geluk echt werken.
De geluksvogel probeert de vrienden op een nachtmerrie te verjagen, maar Suske laat hen onder een ladder (in een kous) doorlopen en dit brengt ongeluk. De vrienden ontsnappen met het hoefijzer van de nachtmerrie en kunnen ook de staart van het ijskonijn bemachtigen. De geluksvogel kan dit symbool van geluk afpakken, maar klopt niet af en de staart komt daardoor weer in het bezit van de vrienden. In het bos wordt een spiegel stukgeslagen en er wordt zout gemorst. De vrienden kunnen aan de geluksvogel ontkomen en zien het klavertjevier. De klaverboer houdt hen tegen en de geluksvogel wil de gelukszak.
De klaverboer stelt voor een kaartspel te spelen en schudt de kaarten. Tante Sidonia en de geluksvogel krijgen elk acht kaarten en moeten daarvan één in het midden leggen. Degene met de hoogste kaart wint en krijgt beide kaarten, maar tante Sidonia heeft alleen lage kaarten. Tante Sidonia wacht af tot de geluksvogel dertien kaarten heeft en de bliksem slaat dan in. De vrienden kunnen voorkomen dat de geluksvogel ervandoor gaat met het klavertjevier, maar Wiske valt in een bodemloze put. De kat waarschuwt dat de vrienden de gelukssymbolen aan zijn meester Stekkepoot moeten brengen, dit zal haar enige redding zijn.
De geluksvogel redt Wiske uit de put en vliegt met haar naar een huisje met een enorme vuurpijl, hij legt uit dat Stekkepoot een bedrieger is. De vuurpijl moet geladen worden met symbolen van geluk en ongeluk en verspreidt dit over de mensen als hij ontploft. De geluksvogel legt uit dat de symbolen van geluk nu gestolen zijn en de pijl op oudejaarsavond niet geluk voor het volgende jaar zal brengen. De klok slaat en Wiske waarschuwt haar vrienden en Stekkepoot neemt zijn ware gedaante aan, hij is de pechvogel. De pechvogel heeft de vuurpijl geladen met de scherven van de spiegel en het gemorste haar, ook heeft hij het haar van een zwarte kat gebruikt.
Suske schiet een muntje naar de pechvogel en kan hem zo verslaan, Wiske en de geluksvogel binden de gelukszak aan de vuurpijl. De vuurpijl wordt afgeschoten terwijl Wiske nog aan boord hangt en ontploft. De pechvogel is blij dat Wiske naar de maan is en hier blijkt ze ook echt te zijn, maar ongedeerd. De geluksvogel haalt Wiske van de maan. Het nieuwe jaar is gered en de pechvogel is teleurgesteld, hij heeft altijd pech. De geluksvogel brengt de vrienden naar de 'toeval' en ze vertrekken naar huis. Samen met Lambik en Jerom wordt feest gevierd voor het nieuwe jaar, de glazen worden geklonken.

### Achtergronden bij het verhaal
- In dit verhaal komen rituelen voor, zie ook bijgeloof.

## Uitgaven

### Achtergronden bij de uitgaven
- De publicatie in Tros Kompas begon met twee aankondigingen van 1 strook op 5 augustus 2006, waarna het verhaal volgde vanaf 12 augustus 2006.
- Het verhaal verscheen in het najaar van 2007 als spaarsysteem bij de supermarkten Coop, Agrimarkt, De boerenschuur, Supercoop, MCD en Sanders. Bij aankoop van € 10,- aan boodschappen ontving je een zakje met 5 stickers die in het speciale Suske en Wiske stripboek geplakt konden worden.